# Anthony Colin Fisher
Anthony Colin Fisher Maguregui O.P. más conocido como Anthony Fisher (n. Crows Nest, Nueva Gales del Sur, Australia, 10 de marzo de 1960) es un arzobispo católico, teólogo, filósofo, bioético, profesor, historiador y abogado australiano de origen español.
Actualmente desde septiembre de 2014, es el Arzobispo metropolitano de Sídney y Primado de Australia.

## Biografía

### Primeros años
Nacido en el distrito Crows Nest del Estado de Nueva Gales del Sur, el día 10 de marzo de 1960.
Él es el hermano mayor de cinco hijos.
Su padre es Colin Fisher, un farmacéutico de Ashfield y su madre es Gloria Maguregui, una española procedente del País Vasco que emigró junto a su familia a Australia en la década de 1950.
Fue bautizado en la Iglesia de Santa Teresa de Lakemba y en sus primeros años iba a la escuela parroquial.
Ellos han vivido en diferentes suburbios como Belmore, Canterbury, Wiley, Longueville y Manly.
Realizó sus estudios primarios en la Escuela de San Miguel en Lane Cove y los secundarios en los institutos Holy Cross College de Ryde y el Saint Ignatius' College de Riverview. Al graduarse pasó a la Universidad de Sídney, en la cual permaneció durante varios años y obtuvo una Licenciatura con Honores en Historia y otra en Derecho.
Tras licenciarse comenzó a trabajar como abogado en el prestigioso bufete "Clayton Utz", donde cabe destacar que él se hizo cargo de los contratos para la total remodelación del famoso edificio "Queen Victoria Building".

## Carrera religiosa y académica
En 1985 al descubrir su vocación religiosa, ingresó en la Orden de Predicadores ("Dominicos, O.P.") y preparó su sacerdocio en Melbourne, recibiendo una Licenciatura en Teología por la Facultad Teológica Yarra de la Universidad de Divinity.
Durante esos años trabajó por un tiempo en Uniya; que es un centro jesuita de investigación social, donde tratan con temas sobre inmigración y refugiados. También ayudó en la Parroquia del Santo Nombre en Wahroonga. Y finalmente fue ordenado sacerdote para la Diócesis de Gizo ("situada en las Islas Salomón"), el 14 de septiembre de 1991, por el entonces obispo Mons. Eusebius John Crawford, O.P.
Tras su ordenación se trasladó al Reino Unido, donde quiso completar sus estudios realizando un Doctorado en Bioética por la Universidad de Oxford, hasta 1995 que se matriculó en la University College de Oxford en la cual se doctoró en Filosofía. 
Durante su estancia allí se alojó en la casa de los frailes dominicos "Blackfriars".
Su título de Doctor en Filosofía se le concedió con una tesis sobre "La justicia en la asignación de Salud". Su trabajo académico se ha incluido en una conferencia en Australia y en el extranjero y ha logrado la publicación de diversos libros y artículos sobre la bioética y la moral. En 1994 tuvo la oportunidad de aparecer en una edición del programa de televisión británico de Channel 4 y la BBC, titulado After Dark, en el que pudo debatir en directo junto a destacados académicos y catedráticos como Tom Shakespeare, Lewis Wolpert, Germaine Greer y Robert Winston entre otros...
Un año más tarde pasó a ser profesor de la Universidad Católica Australiana en Melbourne, hasta que desde el 2000 al 2003 fue elegido como Director del Pontificio Instituto Juan Pablo II para Estudios sobre el Matrimonio y la Familia en la misma ciudad, en el cual su trabajo principal es la enseñanza e investigación sobre cuestiones relativas con respecto a la vida humana, la dignidad de las personas, el apoyo para los matrimonios y la vida familiar. Actualmente sigue ejerciendo como profesor de esta institución.
También cabe destacar que en ese año, debatió con el famoso activista Philip Nitschke en el Aula Magna de la Universidad de Sídney, con la asistencia de más de 900 personas y pasó a ser Diputado-Canciller del Instituto católico de Sídney y profesor adjunto de la Universidad de Notre Dame.
Durante este tiempo atrás, en la Orden de los Dominicos ha sido maestro de los seminaristas y socio adjunto del Prior Provincial de Australia y Nueva Zelanda.
En la Arquidiócesis de Melbourne fue vicario episcopal para la atención médica, portavoz en materia de ética, profesor visitante en la Facultad de Teología Católica y secretario del Senado de los sacerdotes, además de haber sido uno de los organizadores de la Jornada Mundial de la Juventud 2008 (JMJ) que tuvo lugar entre el 15 y 20 de julio en Sídney.
Al mismo tiempo ha ejercido como Capellán del Parlamento del Estado de Victoria y en numerosas organizaciones, Capellán Conventual ad honorem en la Soberana Orden Militar y Hospitalaria de San Juan de Jerusalén, miembro de varios comités de ética de los hospitales y ha estado muy comprometido en la vida parroquial y el cuidado pastoral de discapacitados y moribundos.

## Episcopado

### Obispo Auxiliar de Sídney
El 16 de julio de 2003, el Papa Juan Pablo II lo nombró Obispo titular de Buruni y Obispo Auxiliar de la Arquidiócesis de Sídney.
Su consagración episcopal tuvo lugar el 3 de septiembre del mismo año, en la Catedral de Santa María de Sídney, en una eucaristía presidida por el Cardenal-Arzobispo Metropolitano y consagrante principal Mons. George Pell y por sus co-consagrantes: el también cardenal y arzobispo emérito Mons. Edward Bede Clancy y el entonces Obispo de Gizo Mons. Bernard Cyril O’Grady.

### Obispo de Parramatta
El 8 de enero de 2010, el Papa Benedicto XVI lo designó III Obispo de la Diócesis de Parramatta, en sucesión de Mons. Kevin Michael Manning que renunció por motivos de edad. 
Tomó posesión oficial de este el 4 de marzo, en la Catedral de San Patricio.

### Arzobispo de Sídney y Primado de Australia
El 18 de septiembre de 2014, el Papa Francisco lo nombró IX Arzobispo Metropolitano de la Arquidiócesis de Sídney así como Primado y Gran Prior para Australia y Nueva Gales del Sur de la Orden del Santo Sepulcro de Jerusalén.

### Curia romana
El 5 de mayo de 2015 fue nombrado miembro de la Congregación para la Doctrina de la Fe.
El 15 de mayo de 2019 fue nombrado miembro de la Congregación para las Iglesias Orientales ad quinquennium.
El 3 de marzo de 2020 fue confirmado como miembro de la Congregación para la Doctrina de la Fe, in aliud quinquennium.

## Publicaciones
- Fisher, Anthony; Buckingham, Jane (1985). Abortion in Australia: Answers and Alternatives (en inglés). Dove Communications. ISBN 9780859243711.
- Fisher, Anthony (1989). IVF (en inglés). Collins Dove. ISBN 9780859247269.
- Fisher, Anthony (2011). Catholic Bioethics for a New Millennium (en inglés). Cambridge University Press. ISBN 9781139504881.
- Fisher, Anthony; Ramsay, Hayden (2004). Faith and Reason: Friends Or Foes in the New Millennium? (en inglés). ATF Press. ISBN 9781920691189.
- Fisher, Anthony; Ramsay, Hayden (2000). «Of Art and Blasphemy». Ethical Theory and Moral Practice 3 (2): 137-167.